# Vonetta McGee
Vonetta McGee (née le 14 janvier 1945 et morte le 9 juillet 2010) est une actrice américaine.

## Biographie
Vonetta McGee est née à San Francisco, de Alma et Lawrence McGee. Elle est diplômée du Lycée polytechnique de San Francisco et fait ses débuts en 1968 dans le cinéma italien, en jouant le rôle principal de la comédie Faustina. La même année, elle joue Pauline aux côtés de Jean-Louis Trintignant et Klaus Kinski dans le western atypique Le Grand Silence, puis retourne dans son pays natal où elle apparaît dans les films de blaxploitation Melinda et Hammer. En 1975, elle tient le rôle féminin principal de La Sanction, de et avec Clint Eastwood.
En 1987, elle épouse l'acteur Carl Lumbly, avec qui elle a un fils, Brandon.
Elle décède d'un arrêt cardiaque le 9 juillet 2010.

## Filmographie
- 1968 : Faustina de Luigi Magni : Faustine
- 1968 : Le Grand Silence (Il grande silenzio) de Sergio Corbucci : Pauline
- 1969 : L'Homme perdu (The Lost Man) de Robert Alan Aurthur : Diane Lawrence
- 1970 : La Lettre du Kremlin (The Kremlin Letter) de John Huston : la Négresse
- 1972 : Melinda
- 1972 : Blacula, le vampire noir (Blacula) de William Crain
- 1972 : Hammer
- 1972 : La Nonne et les Sept Pécheresses d'Ernst von Theumer : Nadia
- 1973 : Detroit 9000 (en) d'Arthur Marks : Ruby Harris
- 1973 : Shaft contre les trafiquants d'hommes (Shaft in Africa) de John Guillermin : Aleme
- 1974 : Thomasine & Bushrod de Gordon Parks Jr. : Thomasine
- 1975 : La Sanction de Clint Eastwood : Jemima Brown
- 1977 : Brothers
- 1978 : Superdome
- 1984: La Mort en prime de Alex Cox : Marlene
- 1984-1986 : Cagney et Lacey (série TV)
- 1985 : Hell Town
- 1989-1990 : La Loi de Los Angeles (série télévisée)
- 1990 : To Sleep with Anger de Charles Burnett : Pat
- 1991 : Brother Future
- 1998 : Johnny B Good
- 2007 : Black August